# Скала Велика
43° 54′ 59″ N 15° 15′ 36″ E / 43.91639° С; 15.26000° И
Скала Вела је ненасељено острвце у хрватском дијелу Јадранског мора. Налази се у Корнатском архипелагу између острвца Курбе Мале и Гламоча. Њена површина износи 0,122 km², док дужина обалске линије износи 1,59 km. Највиши врх је висок 20 m. Грађена је од кречњака кредне старости. Административно припада општини Муртер-Корнати у Шибенско-книнској жупанији.